# Juillac-le-Coq
Juillac-le-Coq is een gemeente in het Franse departement Charente (regio Nouvelle-Aquitaine) en telt 657 inwoners (2005). De plaats maakt deel uit van het arrondissement Cognac.

## Geografie
De oppervlakte van Juillac-le-Coq bedraagt 14,6 km², de bevolkingsdichtheid is 45,0 inwoners per km².
De onderstaande kaart toont de ligging van Juillac-le-Coq met de belangrijkste infrastructuur en aangrenzende gemeenten.

## Demografie
Onderstaande figuur toont het verloop van het inwonertal (bron: INSEE-tellingen).